# Cuviera calycosa
Cuviera calycosa är en måreväxtart som beskrevs av Herbert Fuller Wernham. Cuviera calycosa ingår i släktet Cuviera och familjen måreväxter. Inga underarter finns listade i Catalogue of Life.